# Longqiao (socken i Kina, Shandong)
Longqiao (kinesiska: 龙桥街道, 龙桥) är en socken i Kina. Den ligger i provinsen Shandong, i den östra delen av landet, omkring 120 kilometer söder om provinshuvudstaden Jinan. Antalet invånare är 38 081. Befolkningen består av 18 578 kvinnor och 19 503 män. Barn under 15 år utgör 16,0 %, vuxna 15-64 år 77 %, och äldre över 65 år 6,0 %.
Genomsnittlig årsnederbörd är 737 millimeter. Den regnigaste månaden är juli, med i genomsnitt 241 mm nederbörd, och den torraste är januari, med 6 mm nederbörd.